# Virgilia
Virgilia es un género de plantas con flores  perteneciente a la familia Fabaceae, subfamilia Faboideae. Es originario de África. Comprende 18 especies descritas y de estas, solo 2 aceptadas.

## Taxonomía
El género fue descrito por Jean Louis Marie Poiret y publicado en Encyclopédie Méthodique, Botanique 8: 677. 1808.

## Especies aceptadas
A continuación se brinda un listado de las especies del género Virgilia aceptadas hasta julio de 2014, ordenadas alfabéticamente. Para cada una se indica el nombre binomial seguido del autor, abreviado según las convenciones y usos.
- Virgilia divaricata Adamson
- Virgilia oroboides (P.J. Bergius) T.M. Salter